# 赫尔曼·普恩德
赫尔曼·约瑟夫·普恩德（Hermann Josef Pünder，1888年4月1日—1976年10月3日），曾是德国中央党以及德国基督教民主联盟政治人物。赫尔曼的哥哥是律师维尔纳·普恩德（Werner Pünder）。

## 生平
在巴特明斯特艾费尔完成中等教育后，普恩德曾在弗赖堡、柏林以及伦敦学习法律。1911年，普恩德获得法学博士学位。1919年，普恩德开始在德國财政部担任高级职务，1926至1932年间，普恩德曾在汉斯·路德（中央党）、威廉·马克思（中央党）、赫尔曼·穆勒（社会民主党）以及海因里希·布吕宁（中央党）这4位总理的内阁中担任国务秘书（state secretary）。
普恩德在业余时间里还会在柏林的德国政治大学担任教职，后来的西德首任总统特奥多尔·豪斯大致在同一时间也在同一所高校任教。1944年7月20日，德国密谋集团刺杀希特勒失败后，普恩德被盖世太保逮捕，因参与谋反而先后被关进了布痕瓦尔德集中營和达豪集中营。第三帝国的安全部门划分出了一群相对而言地位较高的囚犯，普恩德就是其中之一，在第二次世界大戰末期，党卫队曾长途运送这些名人囚犯，最终他们在南蒂罗尔地区被德意志国防军军官维夏德·冯·埃文斯列本所解救。

## 來源
1. ↑  . Neue Deutsche Biographie 20 (2001).   [31 March 2015]. （原始内容存档于2023-10-02）.

## 外部鏈接
- 有关赫尔曼·普恩德在德国经济学中央图书馆（ZBW）20世纪新闻档案中的剪报。